# Bad Sachsa
Bad Sachsa település Németországban, azon belül Alsó-Szászország tartományban. Lakosainak száma 7428 fő (2023. december 31.). Bad Sachsa Bad Lauterberg im Harz és Walkenried községekkel határos.

## Népesség
A település népességének változása:
| Lakosok száma | 7431 | 7476 | 7377 | 7346 | 7346 | 7322 | 7406 | 7428 |
|               | 2014 | 2016 | 2017 | 2018 | 2019 | 2021 | 2022 | 2023 |